# ريتشارد غودتشايلد
ريتشارد جورج غودتشايلد (بالإنجليزية: Richard George Goodchild)‏ (ولد في 18 يوليو 1918 في إكستر، توفى في 18 فبراير 1968 في لندن ) كان عالم الآثار الروماني مقاطعة البريطانية، كان أحد رواد علم الآثار في ليبيا. 

## التعليم والوظيفة
وقد أثيرت مصلحة غودتشايلد في علم الآثار كتلميذ في مدرسة كرانلي، وهي مدرسة داخلية مستقلة في ساري، من عام 1936، التحق بجامعة أكسفورد لدراسة التاريخ. هناك تعرف على جامعة أكسفورد جمعية الآثار الذي قام بالحفريات في المنطقة المحيطة بـ أكسفورد خلال إحدى هذه الحفريات، تعلم غودتشايلد، من بين أمور أخرى، عالم الآثار أولفن بروغان (1900-1989) ورائد علم الآثار الجوي في وقت لاحق، جون برادفورد (1918-1975) بينما لا يزال طالبا، غودشايلد وبرادفورد حفر معبد جالو الروماني من فريلفورد في أكسفوردشاير.
اندلعت الحرب العالمية الثانية مباشرة بعد تخرجه من أكسفورد، تلقى غودتشايلد منحة دراسية للضابط للانضمام إلى المدفعية الملكية، شغل منصب نقيب في الشرق الأوسط وإيطاليا، وقد اغتنم كل فرصة لزيارة الأماكن القديمة في البلدان التي خدم فيها.
من عام 1946 إلى عام 1948 عمل غودتشايلد في الإدارة العسكرية البريطانية كرئيس للمجموعة العتيقة في مقاطعة طرابلس الإيطالية، هناك التقى أولوين بروغان مرة أخرى وبدأ تعاونه الطويل الأمد مع عالم الآثار جون بريان وارد بيركنز (1912-1981)، الذي كان مدير المدرسة البريطانية في روما منذ عام 1945 في عام 1947 تم انتخاب غودتشايلد كزميل في جمعية أنتيكواريز في لندن من 1948 إلى 1953، عمل أمين مكتبة في المدرسة البريطانية في روما وخلال هذا النشاط، كان دائماً في إجازة في طرابلس للمساعدة في الحفاظ على التراث الثقافي القديم بميزانية ضيقة كما قام بأعمال مسح في المواقع القديمة وقام بأعمال تنقيفية في المناطق النائية بالإضافة إلى ذلك، قاد عدة بعثات إلى جنوب طرابلس ومن أجل إنشاء خريطة لليبيا الرومانية، قام بتوسيع مجال أبحاثه ليشمل كيرينايكا و سيرتيكا، وقد نشرت جمعية أنتيكواريس في لندن بعد الانتهاء منهما ورقتي البحث الناتجتين لمشروع بحث تاباولا إمبيري روماني. 
وفي عام 1953، تم تعيينه رئيساً للخدمة العتيقة في محافظة كيرينايكا من قبل الحكومة الملكية الليبية، وقد شغل هذا المنصب حتى عام 1966، في عام 1967 تم تعيينه أستاذا لعلم الآثار في المقاطعات الرومانية في جامعة لندن. 

## المنشورات
الدراسات الليبية حدد أوراق من المتأخرة RG Goodchild. إليك، لندن 1976، ردمك 0-236-17680-3
Cyrene و Apollonia (= مدن مدمرة في شمال أفريقيا. المجلد 4). راجي، زيوريخ 1971.
تحصنازيوني إي بالازي بيزانتينيني في طرابلس إي سيرينيكا. في: كورسو دي كولتورا sull'Arte رافينات إي بيزانتينا. المجلد 13، 1966، ص 225-250.
تبولا إمبيري روماني: خريطة الإمبراطورية الرومانية استناداً إلى خريطة العالم 1,000,000 الدولية، ورقة HI 33. (ليبيس ماجنا) جمعية أنتيكواريس لندن، أكسفورد 1954.
تابولا إمبيري روماني. خريطة الإمبراطورية الرومانية على أساس الدولية 1: 1,000,000 خريطة العالم, ورقة HI34: Cyrene. جمعية أنتيكواريس لندن، أكسفورد 1954.
مع جون براين ورد بيركنز: الآثار المسيحية في طرابلس. في: [أرشمّيولوجا] أو [ا] [ا] مناطق متنوّسة يرتبط إلى قديمة. المجلد 95، 1953، ص 1-84.
مع جون براين وارد بيركنز: الدفاعات الرومانية والبيزنطية من ليبيس ماغنا. في: أوراق من المدرسة بريطانيّة في روما. المجلد 21، 1953، ص 42-73.
الطرق الرومانية ومعالم طرابلسية. الاكتشافات والأبحاث في عام 1947. قسم الآثار، الإدارة العسكرية البريطانية، طرابلس 1948.